# میدان نفتی کرنج
میدان نفتی کرنج از میدان‌های نفتی ایران است، که محدوده شهرستان امیدیه، استان خوزستان، در فاصله ۴۰ کیلومتری از جنوب‌شرقی شهرستان رامهرمز و ۱۱۵ کیلومتری از شرق اهواز قرار دارد و از شمال با میدان نفتی پارسی و از جنوب با میدان نفتی آغاجاری همجوار است. میدان کرنج در سال ۱۳۴۱ با حفر چاه شماره ۱ کرنج کشف شد و تولید نفت از آن نیز یک سال بعد آغاز گردید. تزریق گاز در مخزن آسماری این میدان نیز از سال ۱۳۷۱ آغاز شد. هم‌اکنون ظرفیت تولید نفت خام این میدان به‌طور متوسط ۱۲۷ هزار بشکه در روز است و میزان تولید گازهای همراه آن ۹۰ میلیون فوت مکعب (۲٫۵ میلیون متر مکعب) در روز می‌باشد. میدان نفتی کرنج با ذخیره درجای بالغ بر ۹ میلیارد بشکه نفت خام، از میادین تحت مدیریت شرکت ملی مناطق نفت‌خیز جنوب است، که عملیات تولید نفت و تزریق گاز در مخزن آن، توسط شرکت بهره‌برداری نفت و گاز آغاجاری انجام می‌شود.